# Traité de bon voisinage et de coopération amicale
Pour les articles homonymes, voir Bon voisinage.

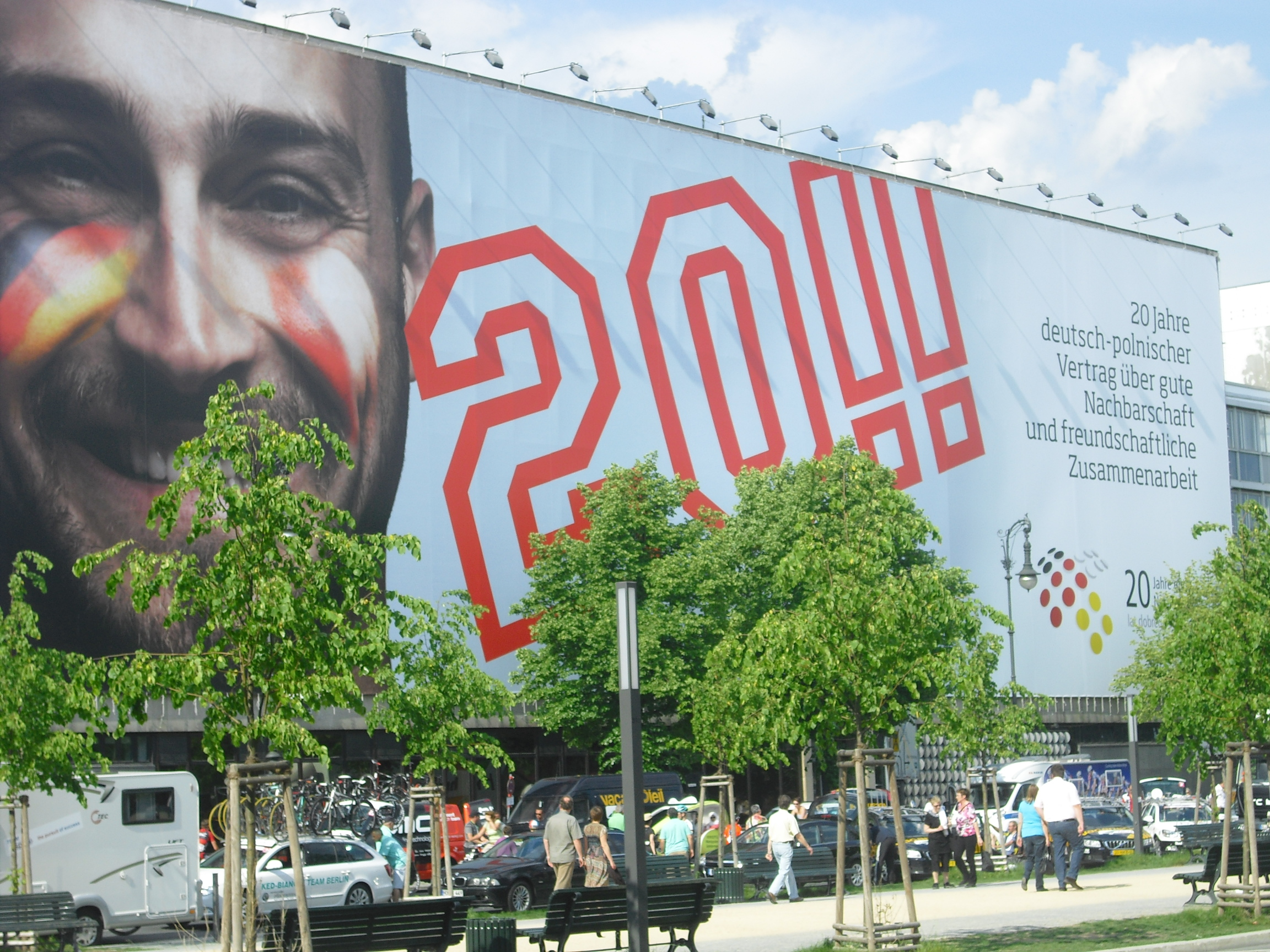
Fresque pour les 20 ans du traité de bon voisinage entre l'Allemagne et la Pologne

Le traité de bon voisinage et de coopération amicale (en polonais : Traktat o dobrym sąsiedztwie i przyjaznej współpracy, en allemand : Vertrag über gute Nachbarschaft und freundschaftliche Zusammenarbeit) a été signé entre la République fédérale d'Allemagne et la République de Pologne le 17 juin 1991. Il complète le Traité sur la frontière germano-polonaise signé en 1990.
Les deux pays conviennent notamment  de respecter les droits des minorités nationales vivant de chaque côté de la frontière et de favoriser les contacts culturels, en particulier chez les jeunes (principe de la création d'un office germano-polonais pour la jeunesse).
En 2006, la ministre polonaise des Affaires étrangères, Anna Fotyga, a estimé dans le cadre des demandes d'indemnisation soulevées par la société «Preußische Treuhand (de)», que le traité comportait des insuffisances et nécessitait peut-être une renégociation.